# Spoorlijn Hellerup - Klampenborg
Klampenborgbanen is een korte spoorlijn tussen Hellerup en Klampenborg van het stadsspoornet rond de hoofdstad Kopenhagen op het eiland Seeland in Denemarken.

## Geschiedenis

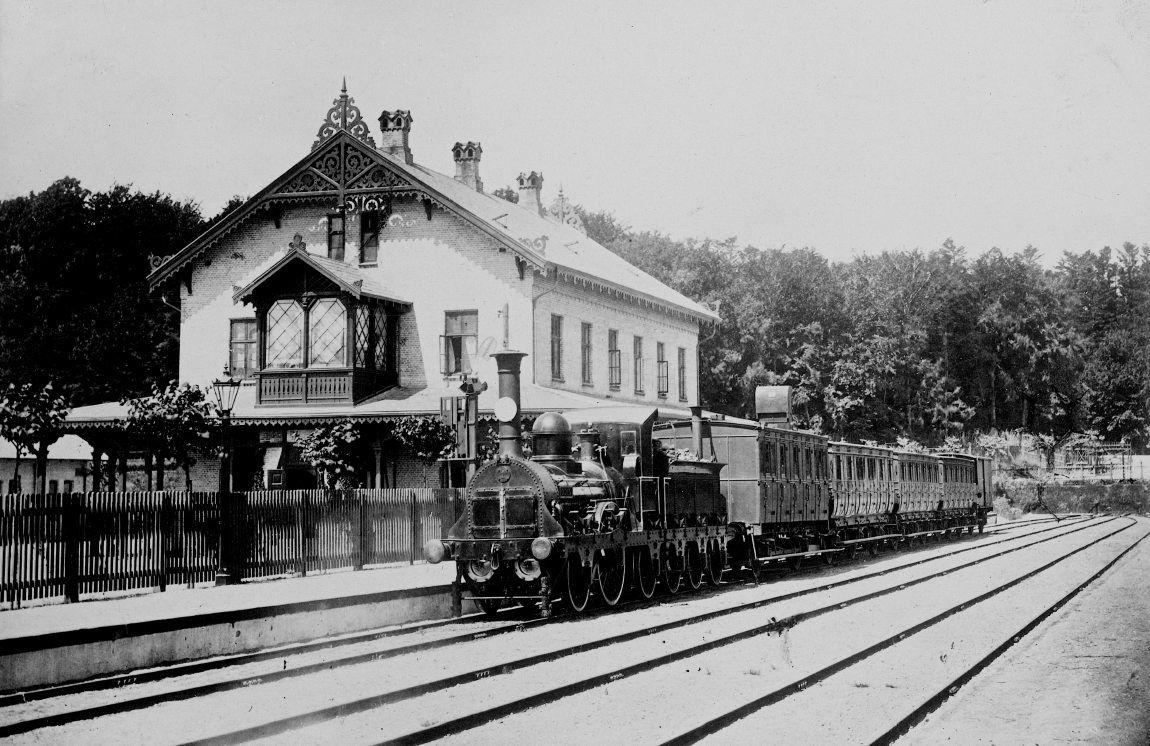
Station Klampenborg, 1868

De oorspronkelijke lijn werd in 1863 geopend als zijlijn van de spoorlijn Kopenhagen - Hillerød en was vanaf de opening een succes. In 1897 werd de lijn onderdeel van de spoorlijn Kopenhagen - Helsingør. Met de toename van het lokaal en interlokaal verkeer bleek het moeilijk dit te combineren op twee sporen. Daarom werd in 1928 een parallelle lijn geopend tot Klampenborg, die in 1934 in gebruik werd genomen door de S-tog.

## Huidige toestand
Het traject wordt bediend door lijn C van de S-tog. Een aantal jaren werden de stations ook aangedaan door lijn F.

## Stations
| Station        | Lijnen  | Geopend      | S-tog        | Opmerking |
| -------------- | ------- | ------------ | ------------ | --- |
| Hellerup       | B C E F | 22 juli 1863 | 15 mei 1934  | aansluiting lijn Hellerup - Vigerslev aansluiting lijn Kopenhagen - Helsingør aansluiting lijn Kopenhagen - Hillerød |
| Charlottenlund | C       | 22 juli 1863 | 4 maart 1934 | |
| Ordrup         | C       | 1 juli 1924  | 4 maart 1934 | |
| Klampenborg    | C       | 22 juli 1863 | 4 maart 1934 | |